# Aya Onoe

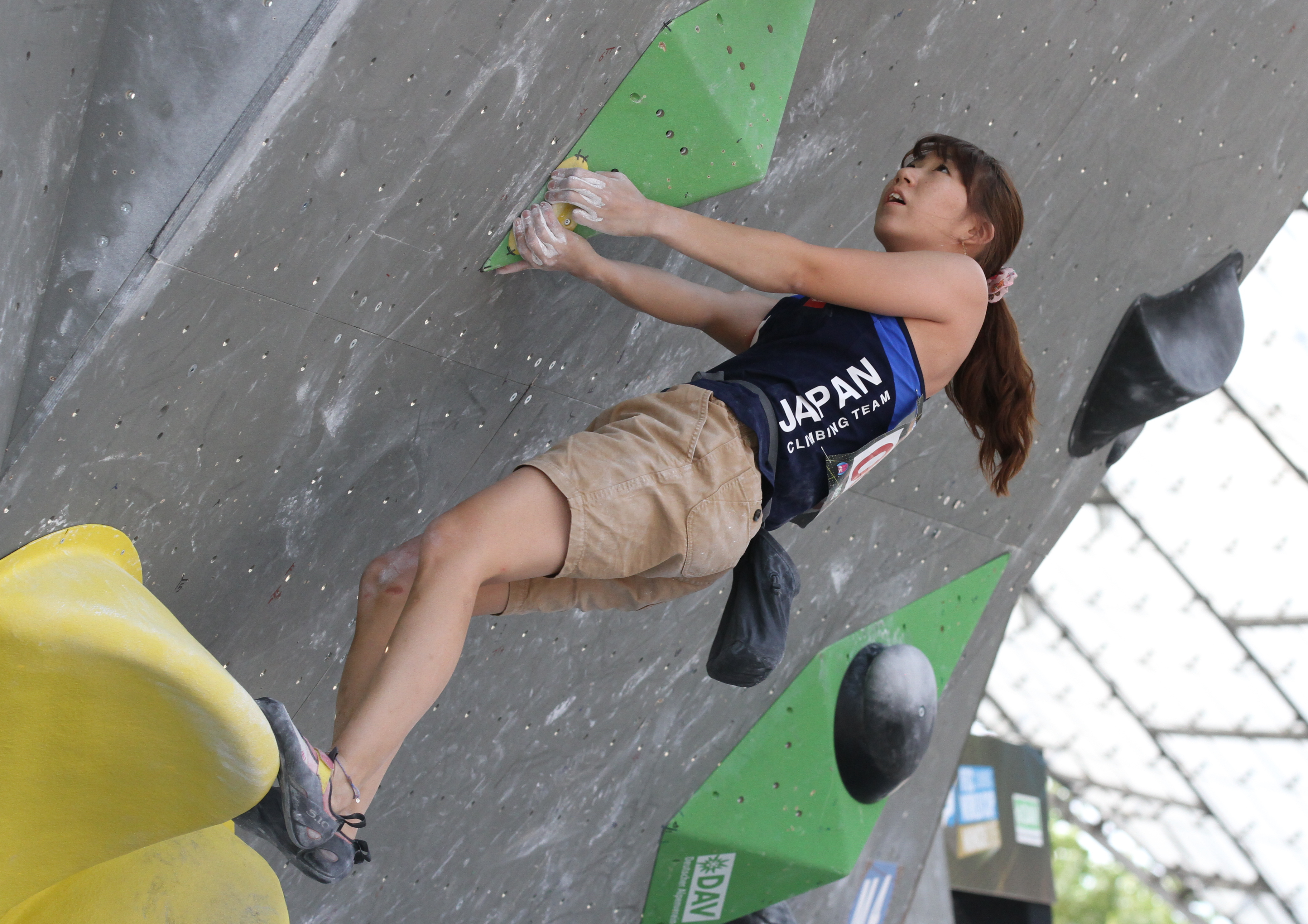
PŚ 2015 Monachium. Aya Onoe wspina się po ścianie wspinaczkowej w boulderingu.

Aya Onoe (jap. 尾上彩 Onoe Aya; ur. 20 września 1995, Kawaguchi w prefekturze Saitama) – japońska wspinaczka sportowa. Specjalizuje się boulderingu, prowadzeniu oraz we wspinaczce łącznej. Wielokrotna medalistka mistrzostw Azji we wspinaczce sportowej, mistrzyni Azji we wspinaczce sportowe w konkurencji prowadzenie.

## Kariera sportowa
W zawodach wspinaczkowych, które odbyły się w chińskim Duyun w 2016 wywalczyła srebrny medal mistrzostw Azji we wspinaczce sportowej w konkurencji boulderingu w finale przegrała z inną wspinaczką Japonii Akiyo Noguchi. Na mistrzostwach Azji w 2017 w irańskim Teheranie wywalczyła dwa medale; złoty we wspinaczce sportowej w konkurencji prowadzenie w finale pokonała reprezentantki Japonii Akiyo Noguchi oraz Mei Kotakę, a w boulderingu zdobyła srebrny medale (w finale przegrała z Akiyo Noguchi).
Uczestniczka World Games we Wrocławiu w 2017 we wspinaczce sportowej, gdzie zajęła 8. miejsce w konkurencji boulderingu. Wielokrotna uczestniczka medalistka festiwalu wspinaczkowego Rock Master, który corocznie odbywa się na ścianach wspinaczkowych we włoskim Arco. W 2016 na tych zawodach wspinaczkowych zdobył srebrny medal w konkurencji boulderingu.

## Osiągnięcia

### Mistrzostwa świata
| Konkurencje | 2016 |
| Bouldering  | 25   |

### World Games
| Konkurencje | 2017 |
| Bouldering  | 8    |

### Mistrzostwa Azji
| Konkurencje        | 2016 | 2017 |
| Bouldering         | 2    | 1    |
| Prowadzenie        | —    | 2    |
| Wspinaczka na czas | –    | 24   |

### Rock Master
| Konkurencje | 2013 | 2017 | 2018 |
| Bouldering  | 2    | 5    | 5    |
| Prowadzenie | —    | —    | 13   |